# Palacio (Álava)
Palacio es un despoblado que actualmente forma parte del concejo de Santa Coloma, que está situado en el municipio de Arceniega, en la provincia de Álava, País Vasco (España).

## Historia
Se desconoce cuándo se despobló.
Actualmente sus tierras son conocidas con el topónimo de Palacio.